# 普斯卡什球場
普斯卡什球場（Stadium Puskás Ferenc ）2002年前称人民体育场(匈牙利語：Népstadion)，是位于匈牙利首都布達佩斯的一座多功能體育場。曾是匈牙利的主场直到拆除。球場可容納68,976入場觀看賽事，不過原本可容納超過10萬人入場。球場在2009年11月24日迎來利物浦同匈牙利聯賽冠軍德布雷辛尼的歐冠小組賽。球場修建于1948年到1953年期間。在1954年5月23日，英格蘭國家足球隊在這里遭遇了最大比分的失利（以7-1輸給匈牙利隊）。2016年球场关停。2017年球场被拆除并在原址建了新球场——普斯卡什竞技场。

## 历史
在布达佩斯修建大型体育场的想法早在1896年就已经诞生了，但由于种种原因未能实现。
1945年，匈牙利议会通过了修建体育场的计划并将其列入三年计划之中。1947 年，公共工程委员会决定在旧佩斯赛马场的旧址上建造一座拥有60,000个座位的“人民体育场”。该建筑设计90%采用预制件组成，建筑师为Dávid Károly，结构工程师为Gilyén Jenő。

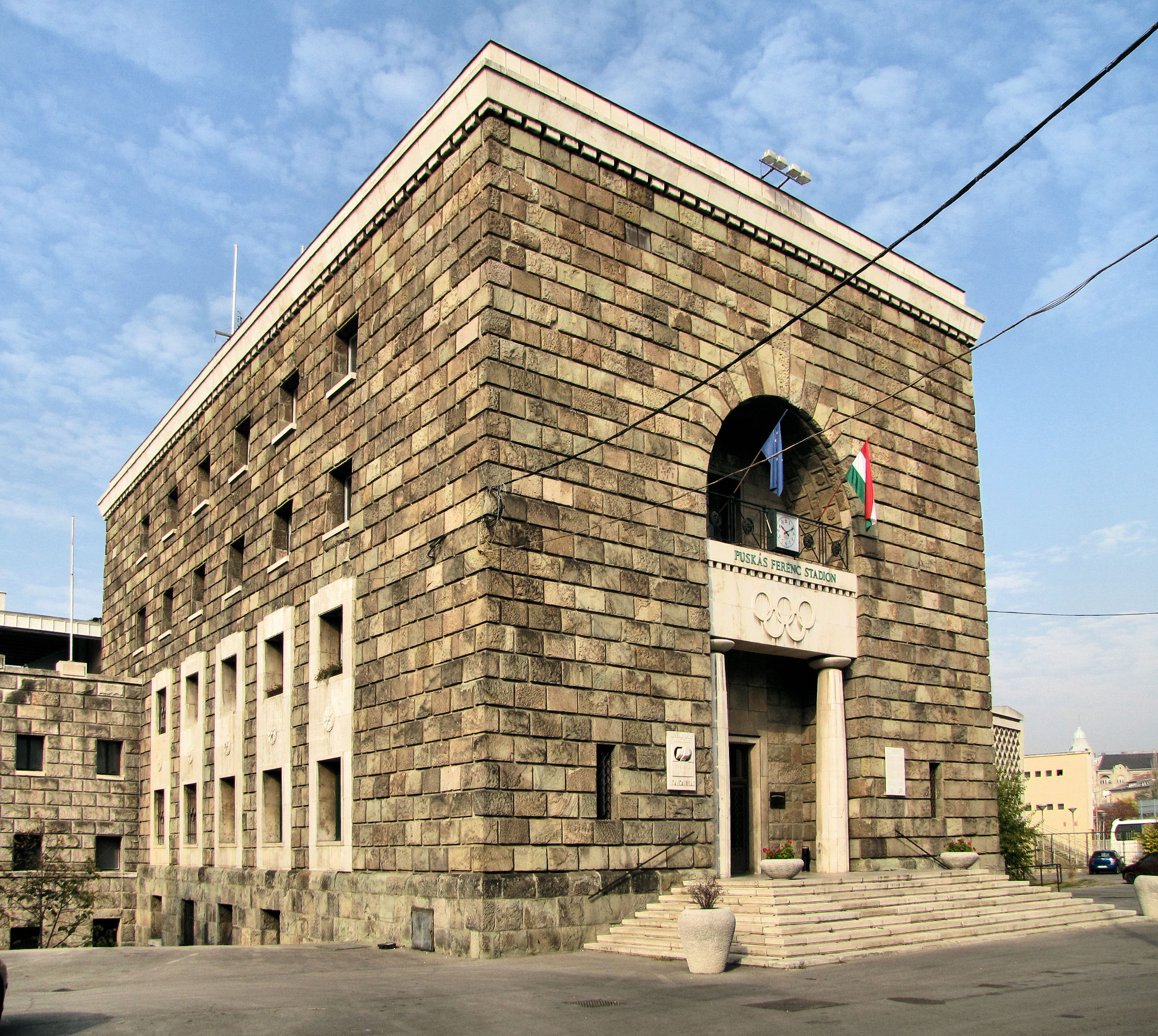
体育场的塔楼与入口（现已改为博物馆）

后来，他们想把体育场扩大到容纳10万人。看台由18座巨型塔架支撑，南北两侧为马拉松大门，西侧为看台，东侧为更衣室大楼和运动员出口。

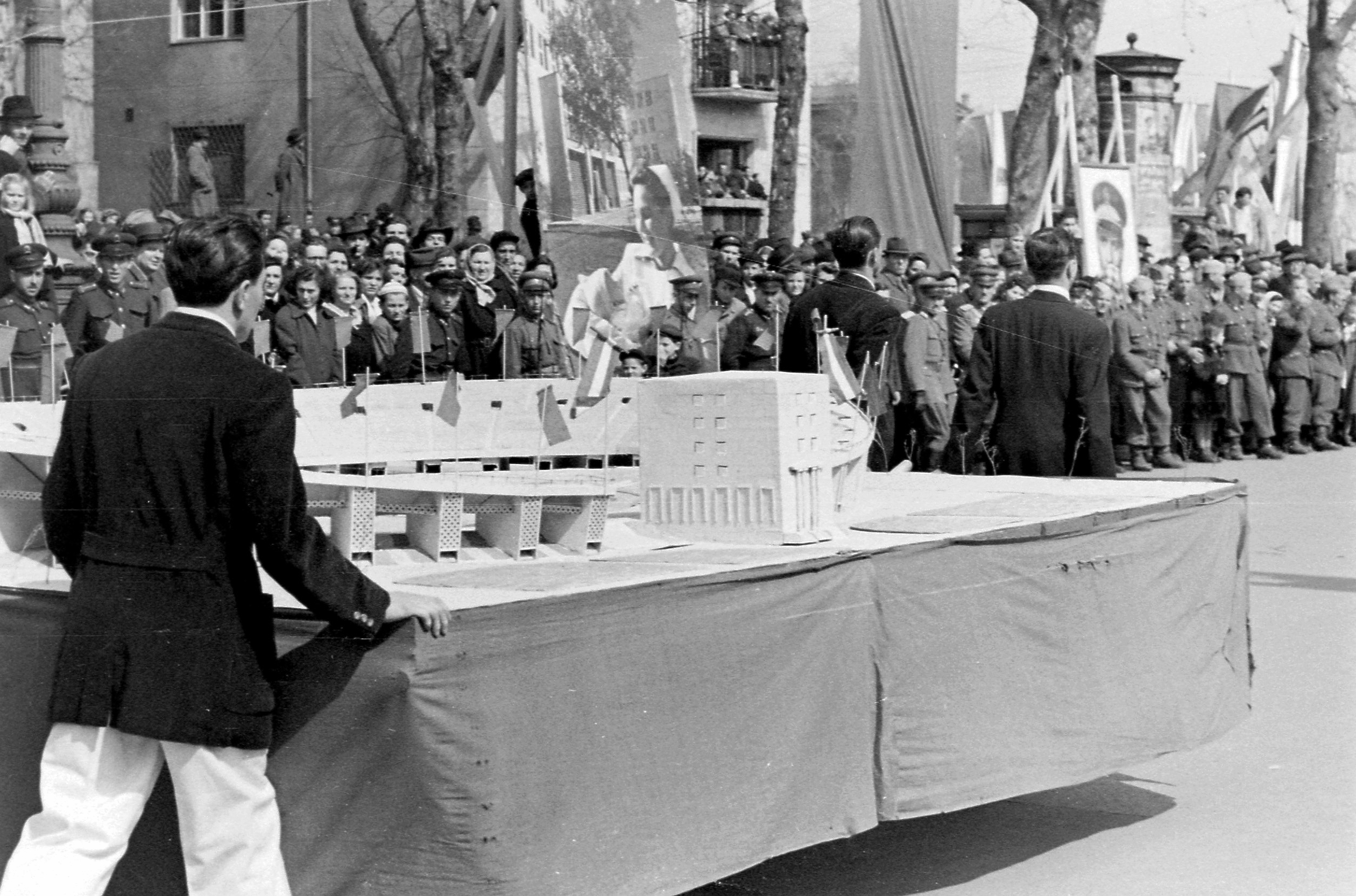
于解放日游行中展出的人民体育场模型（1952）

最终，在第一个五年计划的框架下，体育馆以当时的1.6亿福林成本竣工。正式容量78,000人，容纳 10 万人的计划最终未能实现。
1953年8月20日，为了庆祝Népstadion投入使用举行了盛大的仪式。当时的国际奥委会主席艾弗里·布伦戴奇也出席了，但被安排在了记者席上，因为拉科西·马加什表示“拒绝与帝国主义国家的公民分享席位”。
随后举行了挪威-匈牙利田径比赛的第二个比赛日。匈牙利队以140.5:71.5的比分获胜。
体育场的首任主管为奥运会链球冠军内梅特·伊姆赖。1959年，体育场在四根钢筋混凝土柱上安装了电力照明，看台也扩大到可容纳 83,000 人。
2002年4月2日，为纪念传奇球员普斯卡什·费伦茨更名为费伦茨·普斯卡什体育场。
随着时间的推移该建筑的状况变得十分糟糕。人们为它的翻新、扩建和重建制定了各种计划，但只对危及生命的上部进行了加固。体育场最终于2016年被拆除。新的普斯卡什竞技场在被拆除的体育场的旧址上建成，并于2019年11月15日举行了第一场足球比赛。